# Kluż-Napoka
Kluż-Napoka (historycznie Koloszwar, rum. Cluj-Napoca, węg. Kolozsvár, niem. Klausenburg; do 1974 Kluż) – miasto w północno-zachodniej Rumunii, na Wyżynie Transylwańskiej, nad Małym Samoszem, największe miasto i historyczna stolica Siedmiogrodu, ośrodek administracyjny okręgu Kluż.
Miasto w 2011 roku liczyło 324,6 tys. mieszkańców. Do głównych gałęzi przemysłu miasta należy przemysł metalowy, chemiczny i spożywczy. Jest drugim po Bukareszcie miastem uniwersyteckim w Rumunii.

## Historia

### Czasy rzymskie

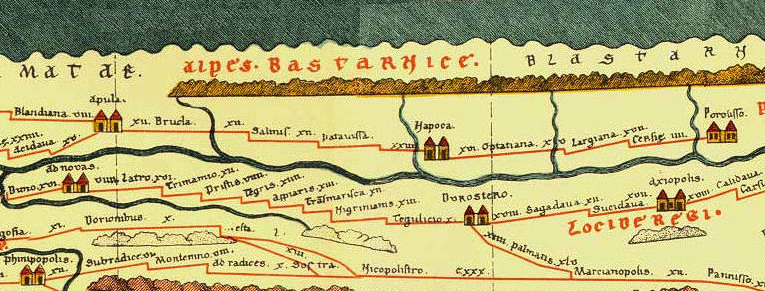
Fragment mapy Tabula Peutingeriana z zaznaczoną Napoką

Stolica Siedmiogrodu jest zamieszkana od czasów prehistorycznych. Gdy Cesarstwo Rzymskie podbiło Dację na początku II wieku, cesarz Trajan założył obóz legionu o nazwie Napoca. Cesarz Hadrian podniósł Napokę do statusu municipium, nadając mu nazwę Municipium Aelium Hadrianum Napoca. Prawdopodobnie podczas panowania Marka Aureliusza miasto osiągnęło status kolonii. Napoka została stolicą prowincji Porolissensis i siedzibą prokuratora, jednakże została opuszczona przez rzymską administrację w 274 r. Podczas wędrówek ludów została zdobyta i zniszczona.

### W granicach Węgier i Księstwa Siedmiogrodu
Archeologiczne ślady osadnictwa węgierskiego w regionie sięgają X wieku. W XI wieku król Węgier założył w Kolozsmonostor (ob. dzielnica Mănăștur) benedyktyński klasztor, zniszczony w czasie najazdów mongolskich na Węgry w 1241 i 1285.

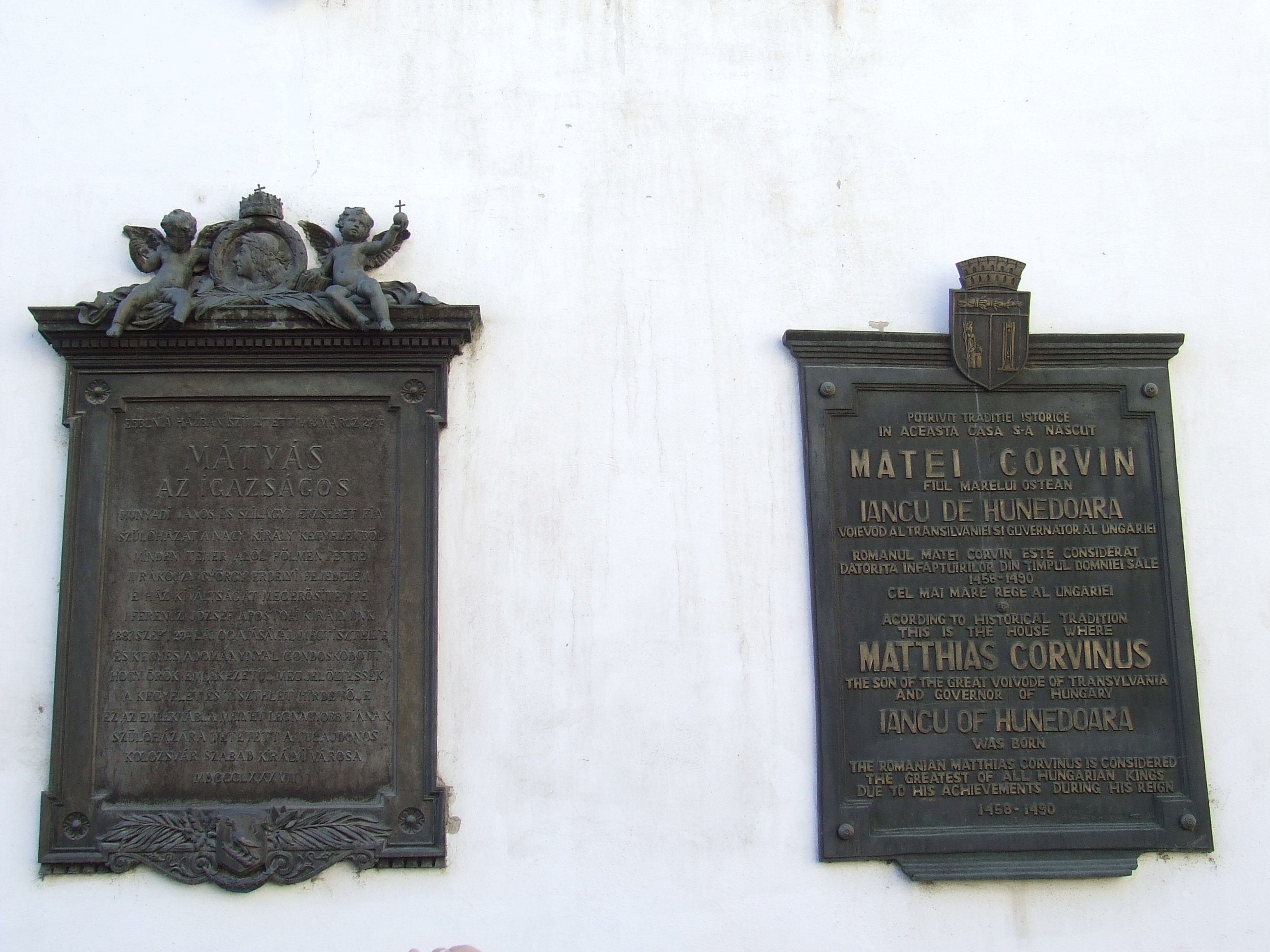
Tablice upamiętniające narodziny króla Węgier Macieja Korwina

Król węgierski Stefan V zachęcił Niemców do osiedlania się w pobliżu miasta Napoka w 1272 r. Ich osiedle otrzymało niemiecką nazwę Klausenburg, od starego słowa Klause oznaczającego przejście przez góry. Sugeruje się, że rumuńska nazwa Cluj może pochodzić również od Klause lub od łacińskiej nazwy Castrum clus, pod którą miasto po raz pierwszy pojawia się w dokumentach pisanych ok. 1170 r. (słowo clusum (łac.) = „zamknięty” odnosi się do otaczających miasto wzgórz). Natomiast Węgrzy nazywali je Kolozsvár.
W 1270 r. Koloszwar otrzymał prawa miejskie od króla Stefana V i zaczął się szybko rozwijać: kościół św. Michała zbudowano za króla Zygmunta. W 1405 r. Koloszwar został wolnym miastem. Do tego czasu liczby niemieckich i węgierskich mieszkańców były równe i król Maciej Korwin (urodzony w Koloszwarze w 1440 r.) rozkazał, by sędzią miejskim był na zmianę Niemiec i Węgier.
W 1541 r. Koloszwar wszedł w skład Wschodniego Królestwa Węgier, które w 1570 r. zostało przekształcone w Księstwo Siedmiogrodu. Chociaż Gyulafehérvár był polityczną stolicą książąt Siedmiogrodu, Koloszwar stał się głównym centrum kulturalnym i religijnym. Stefan Batory ufundował tu Kolegium Jezuickie w 1581 r. Między 1545 a 1570 r. duża liczba Niemców opuściła miasto z powodu wprowadzenia doktryny unitarianizmu.
Miasto stało się głównym ośrodkiem działalności braci polskich wypędzonych z Polski około 1660 roku.

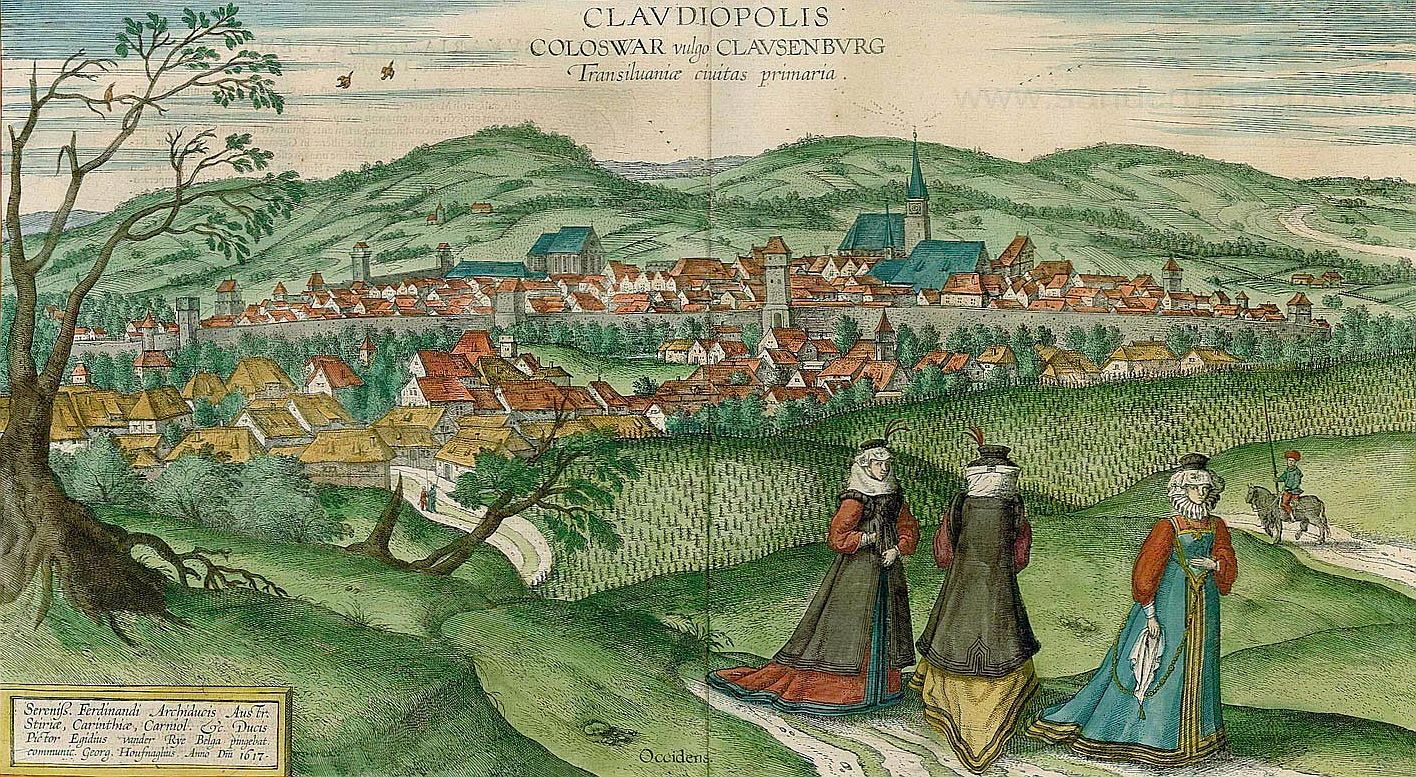
Koloszwar w XVII w.

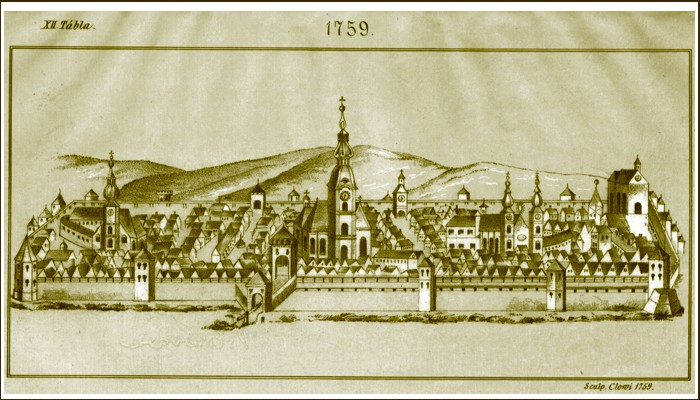
Koloszwar w XVIII w.

Dalsze wojny Węgier z Turcją ponownie zmniejszyły liczbę ludności niemieckiej. Ich miejsce zajęli w dużym stopniu Węgrzy i miasto stało się centrum węgierskiej arystokracji i inteligencji.
Pierwsza gazeta węgierska pojawiła się w Koloszwarze w 1791 r., a pierwszy teatr w 1792 r. W 1798 r. miasto nawiedził niszczycielski pożar. W latach 1790–1848 oraz 1861–1867 Koloszwar był stolicą Wielkiego Księstwa Siedmiogrodu i siedzibą siedmiogrodzkich władców. Poczynając od 1830 r. stało się centrum węgierskiego ruchu narodowego w Księstwie. Podczas powstania węgierskiego 1848 r. miasto zostało zajęte przez wojska węgierskie, dowodzone przez polskiego generała Józefa Bema.
Po zawarciu Ausgleichu (porozumienia), w wyniku którego w 1867 roku powstała monarchia austro-węgierska, Koloszwar i Siedmiogród stały się częścią Królestwa Węgier. Podczas tego okresu Koloszwar był drugim co do wielkości miastem Węgier po Budapeszcie i stolicą komitatu Kolozs.

### W granicach Rumunii

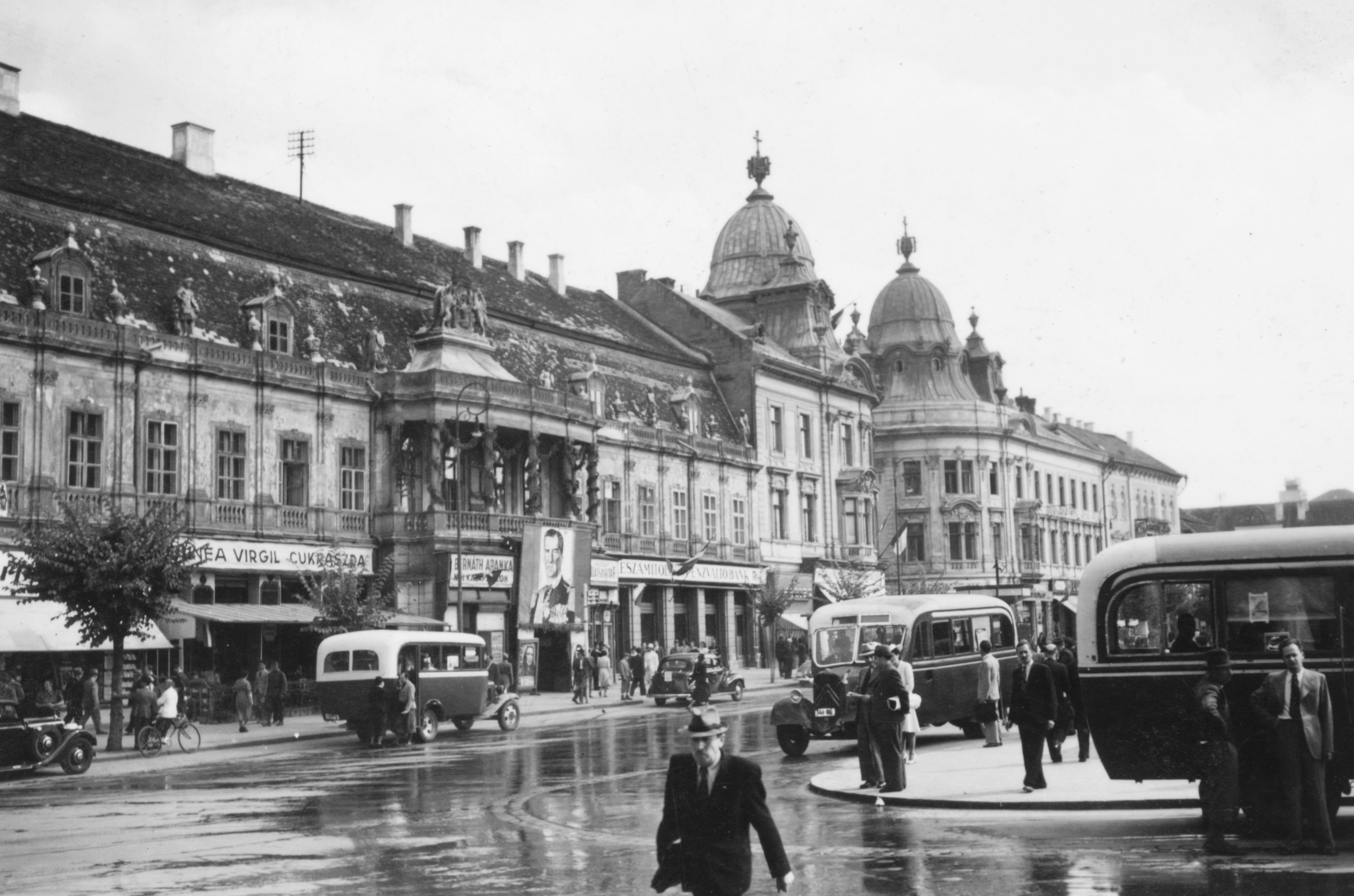
Koloszwar w 1940 r.

Po przegranej przez Austro-Węgry I wojnie światowej i traktacie w Trianon Koloszwar pod nazwą Kluż stał się częścią Królestwa Rumunii, razem z resztą Siedmiogrodu. W 1940 roku na mocy drugiego arbitrażu wiedeńskiego przypadł Węgrom, lecz wojska węgierskie zostały rozbite przez Rumunów i Sowietów w październiku 1944 r. Na mocy traktatu paryskiego Kluż ponownie wrócił do Rumunii w 1947 r.
W Koloszwarze jeszcze w 1941 r. mieszkało 16 763 Żydów. Zostali oni w 1944 r. zapędzeni do getta, w którym panowały nieludzkie warunki, stłoczenie i brak możliwości zaspokojenia podstawowych potrzeb. Getto zostało zlikwidowane w wyniku sześciu deportacji do Auschwitz między majem i czerwcem 1944. Węgrzy pozostali główną grupą etniczną do lat 50. XX w. Spis powszechny w 1966 r. wykazał 185 663 mieszkańców, z czego 56% Rumunów i 42% Węgrów. Do 1974 r. urzędową nazwą miasta było Kluż (Cluj). Komuniści przemianowali miasto na Kluż-Napoka (Cluj-Napoca), by podkreślić związki z rzymską kolonią Napoka. Niektórzy twierdzą, że zrobiono to na złość Węgrom, sugerując, że rumuńscy mieszkańcy są potomkami Daków, skolonizowanych przez Rzymian. Temat budzi wiele kontrowersji.

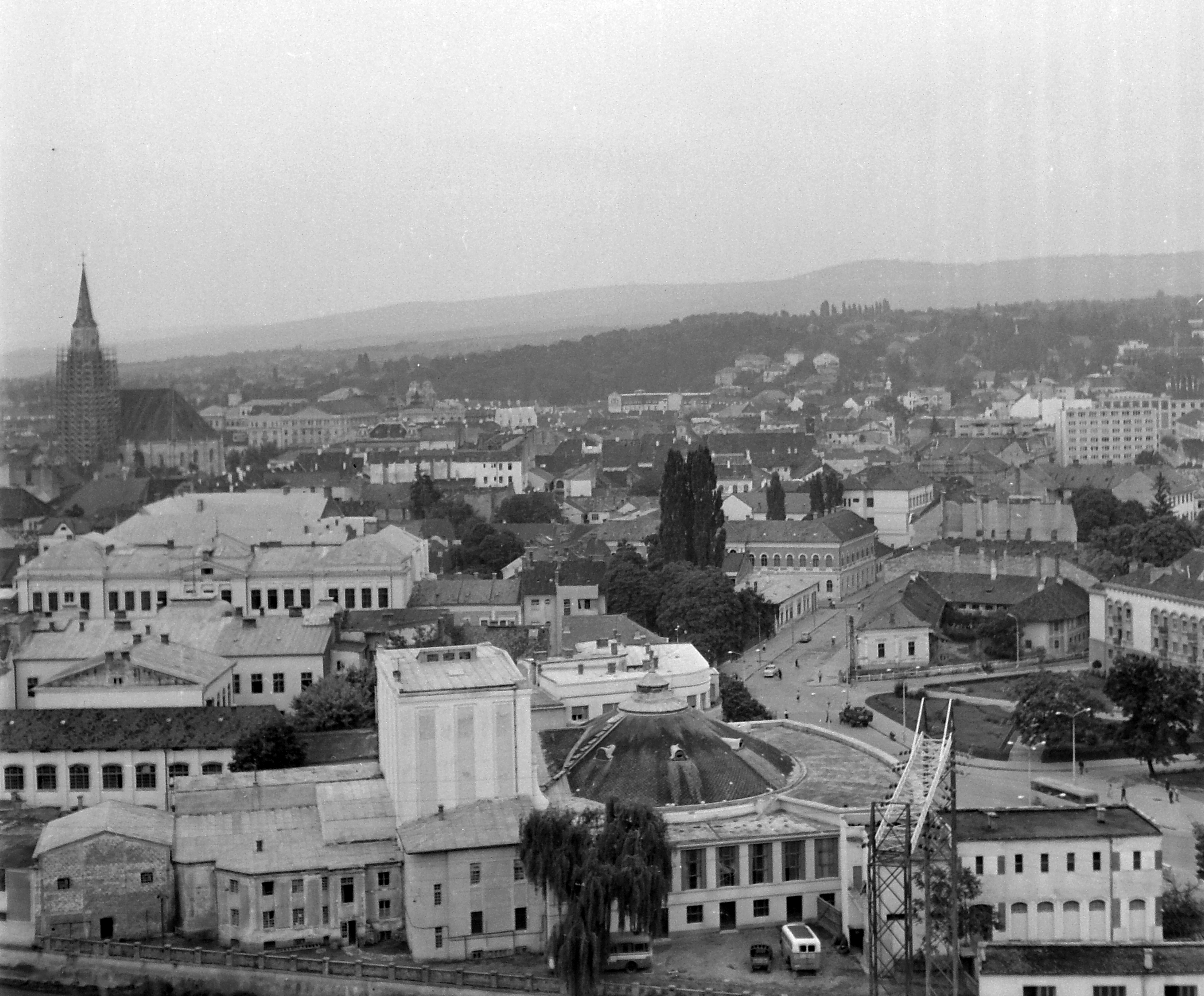
Kluż-Napoka w 1962 r.

Wkrótce po demokratycznej rewolucji w 1989 roku burmistrzem miasta był przez dwanaście lat postkomunista i nacjonalista Gheorghe Funar. Jego urzędowanie stało pod znakiem wzrostu nastrojów antywęgierskich. Powstała duża liczba projektów i działań, mających na celu dezawuowanie węgierskiego dziedzictwa w mieście. W czerwcu 2004 roku Gheorghe Funar nie uzyskał ponownie mandatu i został zastąpiony przez Emila Boca z Partii Demokratycznej, który rozpoczął współpracę z Węgrami w celu odbudowy dobrych stosunków etnicznych w mieście.
W 1994 i 2000 r. Kluż-Napoka był gospodarzem Środkowo-Europejskiej Olimpiady Informatycznej (The Central European Olympiad in Informatics (CEOI)). To uczyniło z Rumunii pierwszy kraj, który gościł tę olimpiadę, oraz pierwszy, który gościł ją ponownie.
Miasto jest znane w historii Żydów chasydzkich, jako miejsce pochodzenia dynastii Sanz-Klausenburg.

## Demografia

### Rys historyczny
| Rok  | liczba mieszkańców | rumuńscy mieszkańcy | węgierscy mieszkańcy |
| ---- | ------------------ | ------------------- | -------------------- |
| 1890 | 37 184             | 5637 (15,2%)        | 29 396 (79,1%)       |
| 1910 | 62 733             | 8886 (14,2%)        | 51 192 (81,6%)       |
| 1920 | 85 509             | 29 644 (34,7%)      | 42 168 (49,3%)       |
| 1930 | 103 840            | 34 029 (32,8%)      | 48 271 (46,5%)       |
| 1941 | 110 956            | 10 029 (9,0%)       | 97 698 (88,1%)       |
| 1948 | 117 915            | 47 321 (40,1%)      | 67 977 (57,6%)       |
| 1956 | 154 723            | 74 623 (48,2%)      | 77 839 (50,3%)       |
| 1966 | 185 663            | 105 185 (56,7%)     | 78 520 (42,3%)       |
| 1977 | 262 858            | 173 003 (65,8%)     | 86 215 (32,8%)       |
| 1992 | 328 602            | 248 572 (75,6%)     | 74 871 (22,8%)       |
| 2002 | 317 953            | 252 433 (79,4%)     | 60 287 (19,0%)       |

### Stan obecny

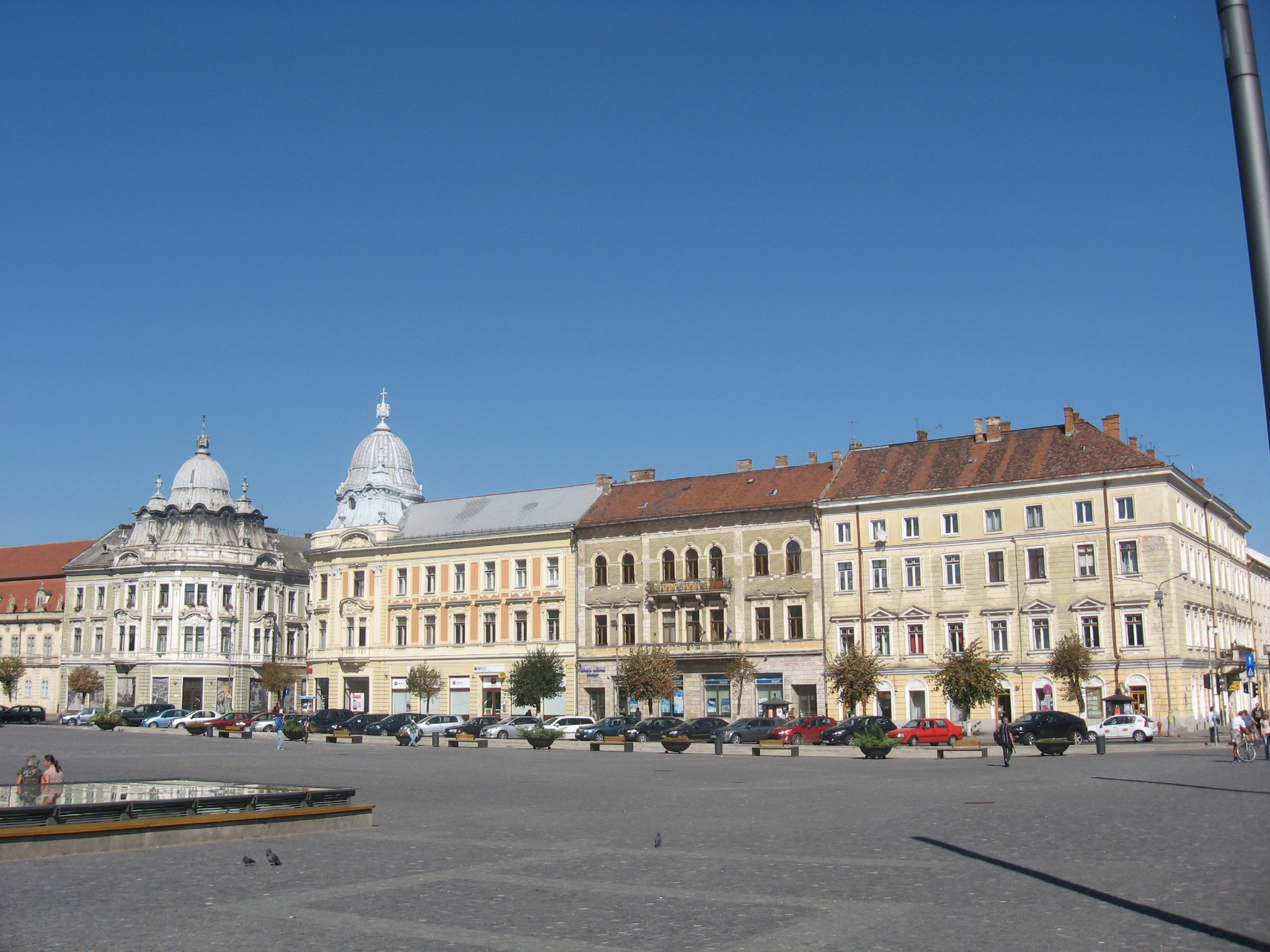
Piața Unirii

Według spisu z 2002 r. miasto Kluż-Napoka liczyło 317 953 mieszkańców. Skład etniczny według tego spisu:
- Rumuni: 252 433 (79,39%),
- Węgrzy: 60 287 (18,96%),
- Romowie: 3029 (0,95%),
- Niemcy: 734 (0,23%),
- Żydzi: 217 (0,06%),
- Grecy: 147 (0,04%),
- Ukraińcy: 146 (0,04%),
- Włosi: 91 (0,02%),
- Polacy: 24 (0,008%)

## Zabytki
Z racji swojej długiej historii w Klużu znajduje się wiele cennych zabytków:
- dom narodzin króla Węgier Macieja Korwina(inne języki), sięgający XV w.
- dom narodzin Stefana Bocskaya(inne języki), węgierskiego księcia Siedmiogrodu
- dom narodzin Jánosa Bolyaiego(inne języki), węgierskiego matematyka
- dom narodzin Sándora Szilágyiego(inne języki), węgierskiego historyka
- plac Unirii (rum. Piața Unirii)
  - kościół rzymskokatolicki św. Michała – datowany na XIV-XV w., zbudowany w stylu gotyckim (jednak większość najcenniejszych eksponatów z tego kościoła została zniszczona w okresie reformacji)
  - pałac Bánffych(inne języki) – barokowy pałac węgierskiego rodu Bánffych, wzniesiony w XVIII w. przez węgierskiego księcia Györgya Bánffyego, obecnie pełniący rolę Muzeum Sztuki(inne języki)
  - pomnik króla Węgier Macieja Korwina z 1902
  - pałac Rhédeyów(inne języki)
  - kamienica Patakich i Telekich(inne języki), w której w czasie powstania węgierskiego w 1848 r. zamieszkiwał gen. Józef Bem (pobyt Bema upamiętnia tablica)
  - pałac Jósików(inne języki)
  - dom Ottílii Wass(inne języki) – dom, w którym zamieszkiwała węgierska poetka Ottília Wass
- kościół reformowany przy Ulița Lupilor, wzniesiony w stylu gotyckim z l. 1486–1510
- kościół i klasztor franciszkanów – kościół sięgający XIII w., przebudowany w stylu barokowym
- kościół pijarów(inne języki) – barokowy kościół, wzniesiony w l. 1718-1724, początkowo jezuicki, a od 1776 pod opieką zakonu pijarów
- katedra Przemienienia Pańskiego(inne języki) – barokowy kościół minorytów, wzniesiony w l. 1778-1779, obecnie katedra greckokatolicka
- kościół unitariański(inne języki) – barokowy kościół unitarian, wzniesiony w l. 1792-1796
- kościół Boba(inne języki) – barokowy kościół, wzniesiony w l. 1801–1803
- kościół luterański, wzniesiony w l. 1816–1829 należący do kościoła Ewangelicko-Luterańskiego Rumunii
- kościół św. Piotra(inne języki) – neogotycki kościół, wzniesiony w l. 1844–1848;
- kościół reformowany na Dolnym Mieście, wzniesiony w stylu klasycystycznym z l. 1828–1879
- pałac Telekich(inne języki) – barokowy pałac węgierskiego rodu Telekich, wzniesiony w XVIII w.
- Stary Ratusz(inne języki)
- pałac Reduta(inne języki) – siedziba Muzeum Etnograficznego Siedmiogrodu(inne języki)
- plac Avrama Iancu
  - pałac arcybiskupów prawosławnych z 1887
  - Teatr Narodowy(inne języki)
  - gmach prefektury okręgowej (secesyjny)
  - sobór Zaśnięcia Matki Bożej
  - pomnik Avrama Iancu
- ulica Universității (Uniwersytecka) z Uniwersytetem Babeșa i Bolyaia oraz kościołem reformowanym
- plac Mihai Viteazul (Michała Walecznego)
  - pałac Babosa(inne języki)
  - pomnik Michała Walecznego
- plac Luciana Blagi z biblioteką uniwersytecką
- pałac Székiego(inne języki)
- ratusz(inne języki)
- Pałac Sprawiedliwości(inne języki)
- dom Hintzów(inne języki) – siedziba Muzeum Farmacji
- Ogród Botaniczny
- ulica Georga Barițiu (rum. George Barițiu) z Uniwersytetem Technicznym
- Cetățuia z rozległym widokiem na miasto
- Park Centralny
- cmentarz „Házsongárd” (XVI w.)
- synagoga neologiczna

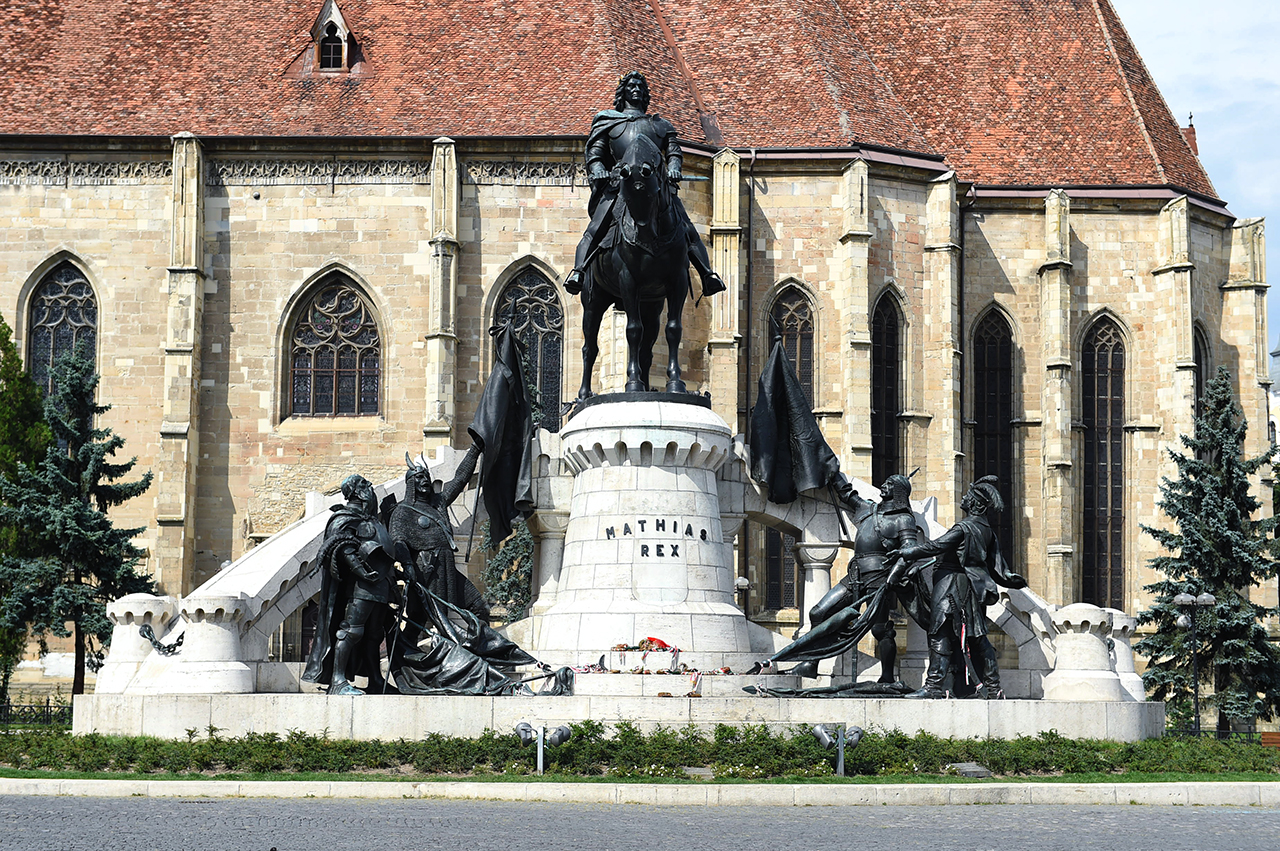
Pomnik króla Węgier Macieja Korwina
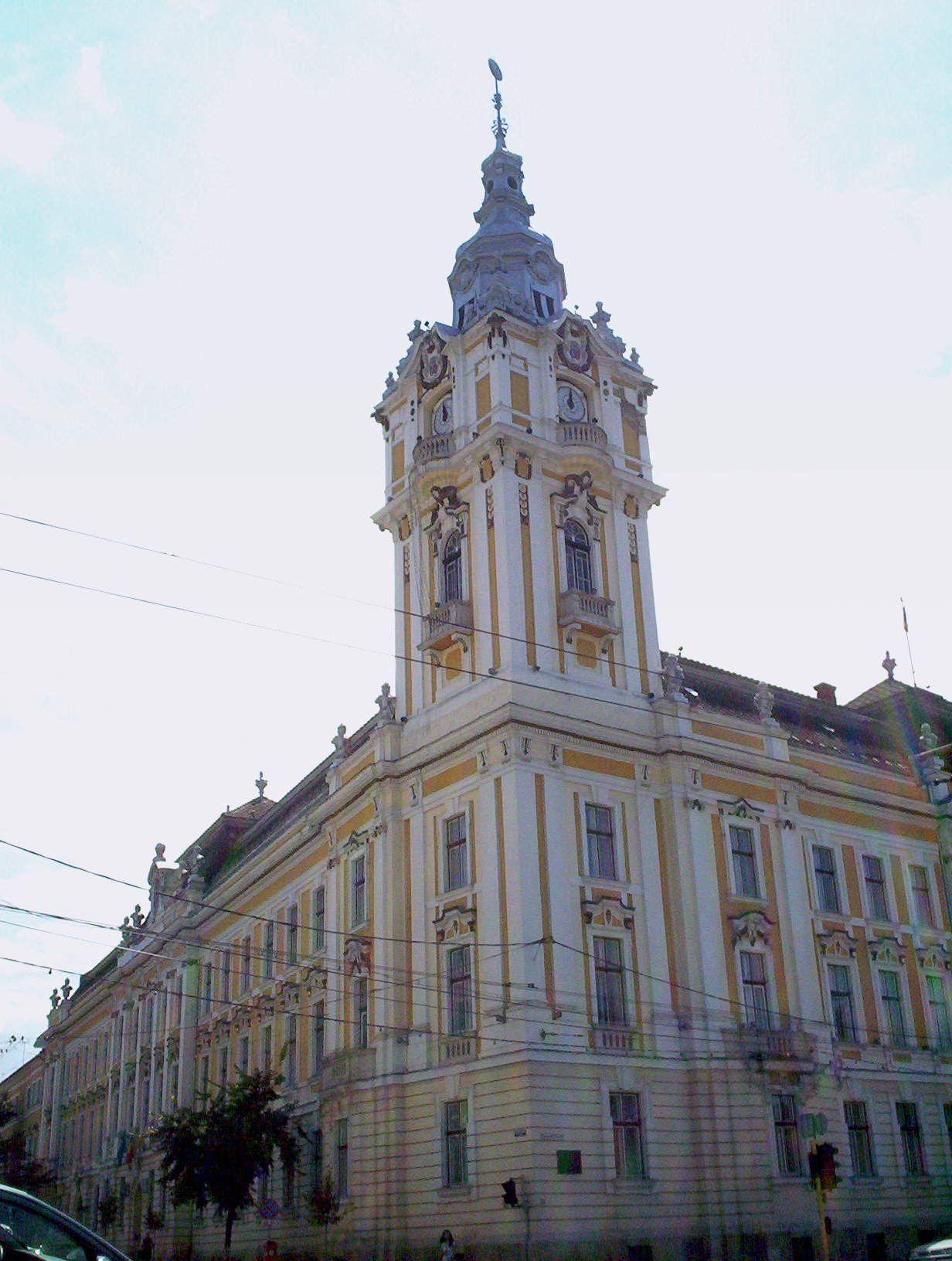
Ratusz
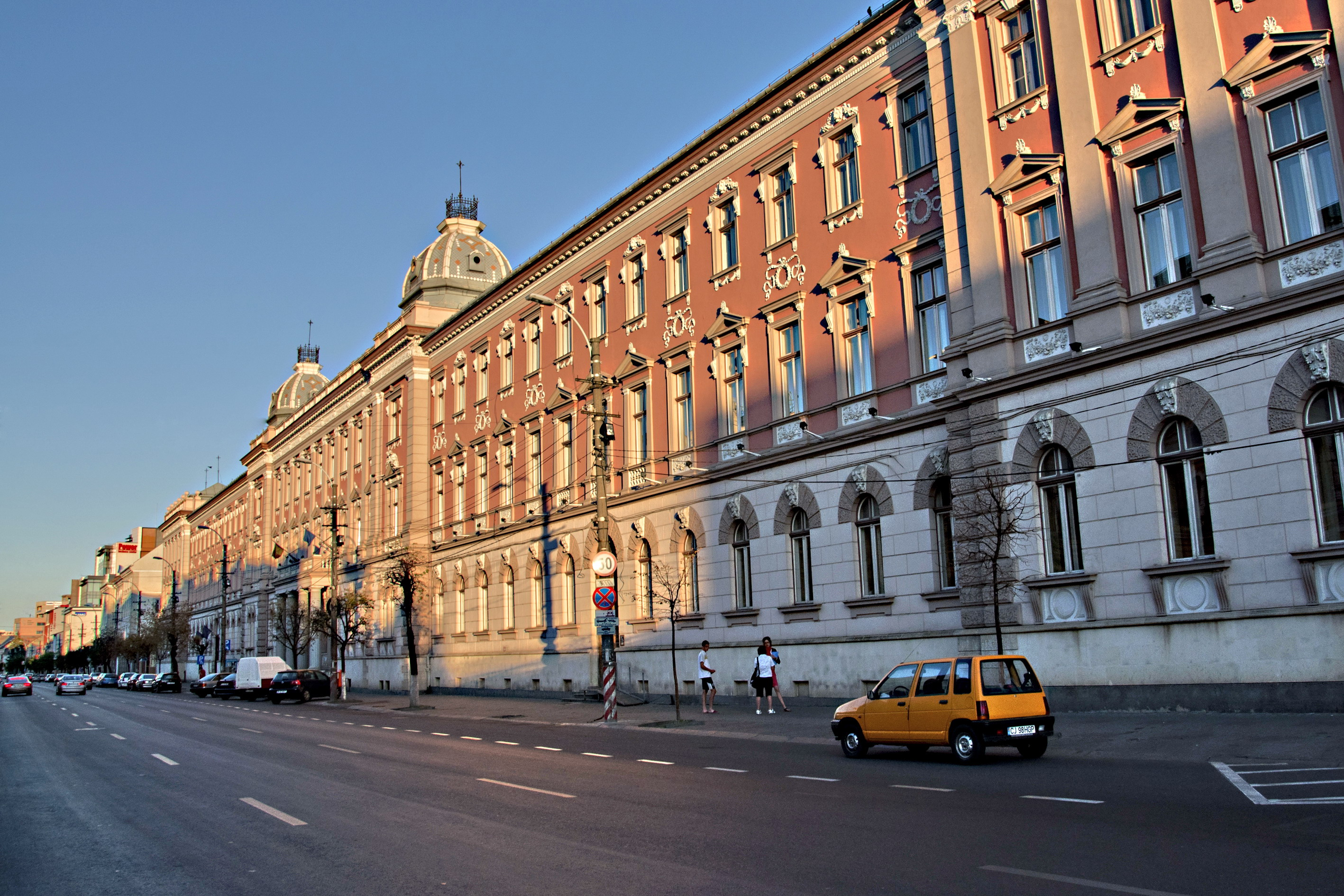
Pałac Sprawiedliwości
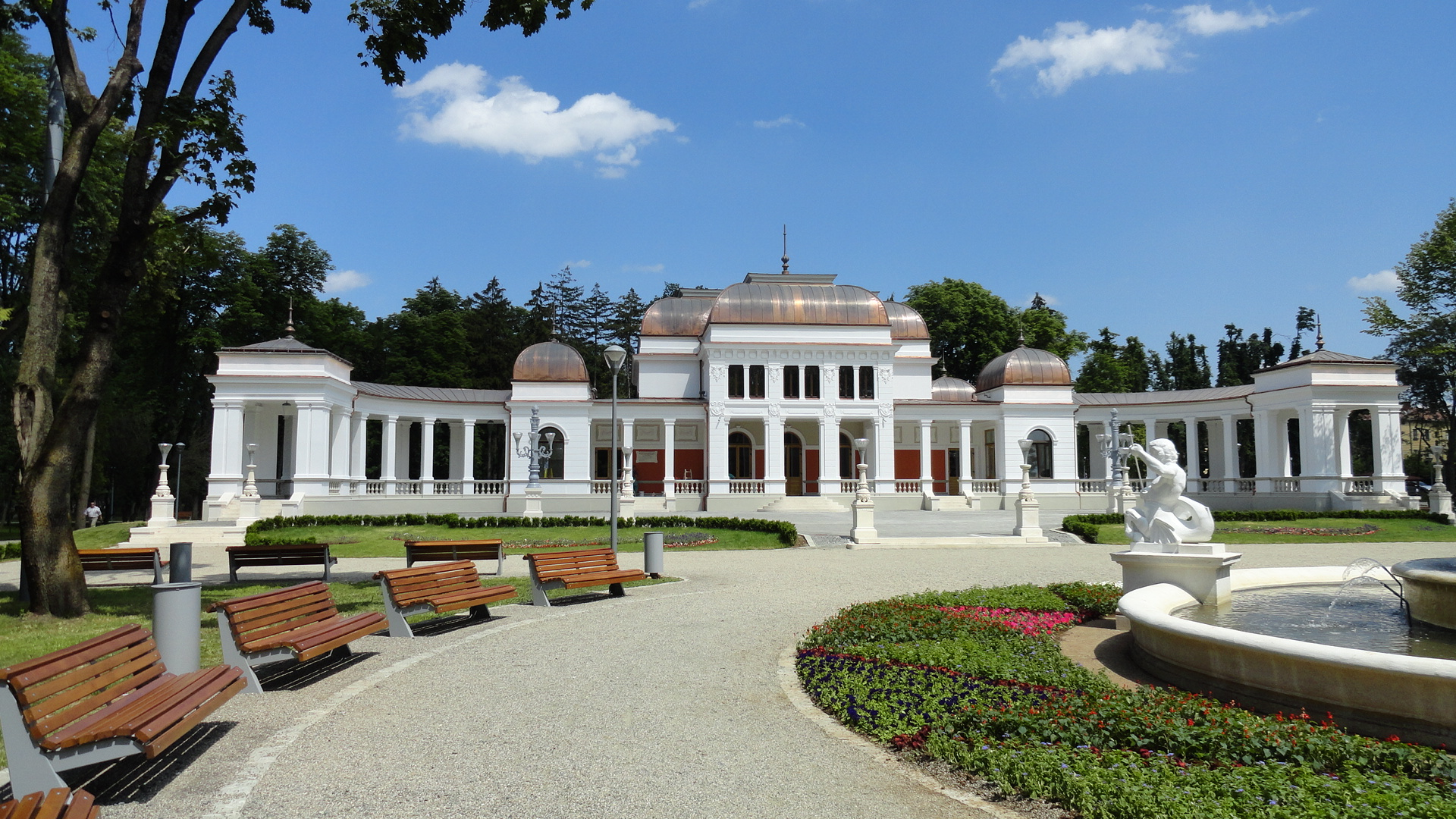
Dawne kasyno w Parku Centralnym
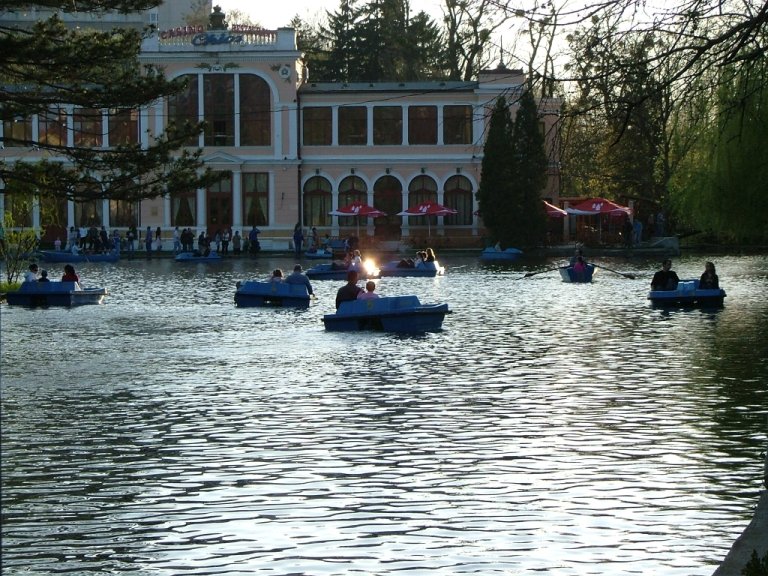
Park Centralny

## Transport
W mieście znajdują się stacja kolejowa Kluż-Napoka (rum. Cluj-Napoca), oraz port lotniczy Kluż-Napoka, jedna z baz Wizz Air w Rumunii.
Transport miejski zapewniają tramwaje, trolejbusy i autobusy. Od 2012 po ulicach miasta kursują polskie wagony tramwajowe 120NaR serii Swing wytworzone przez bydgoską Pesę.

## Kultura

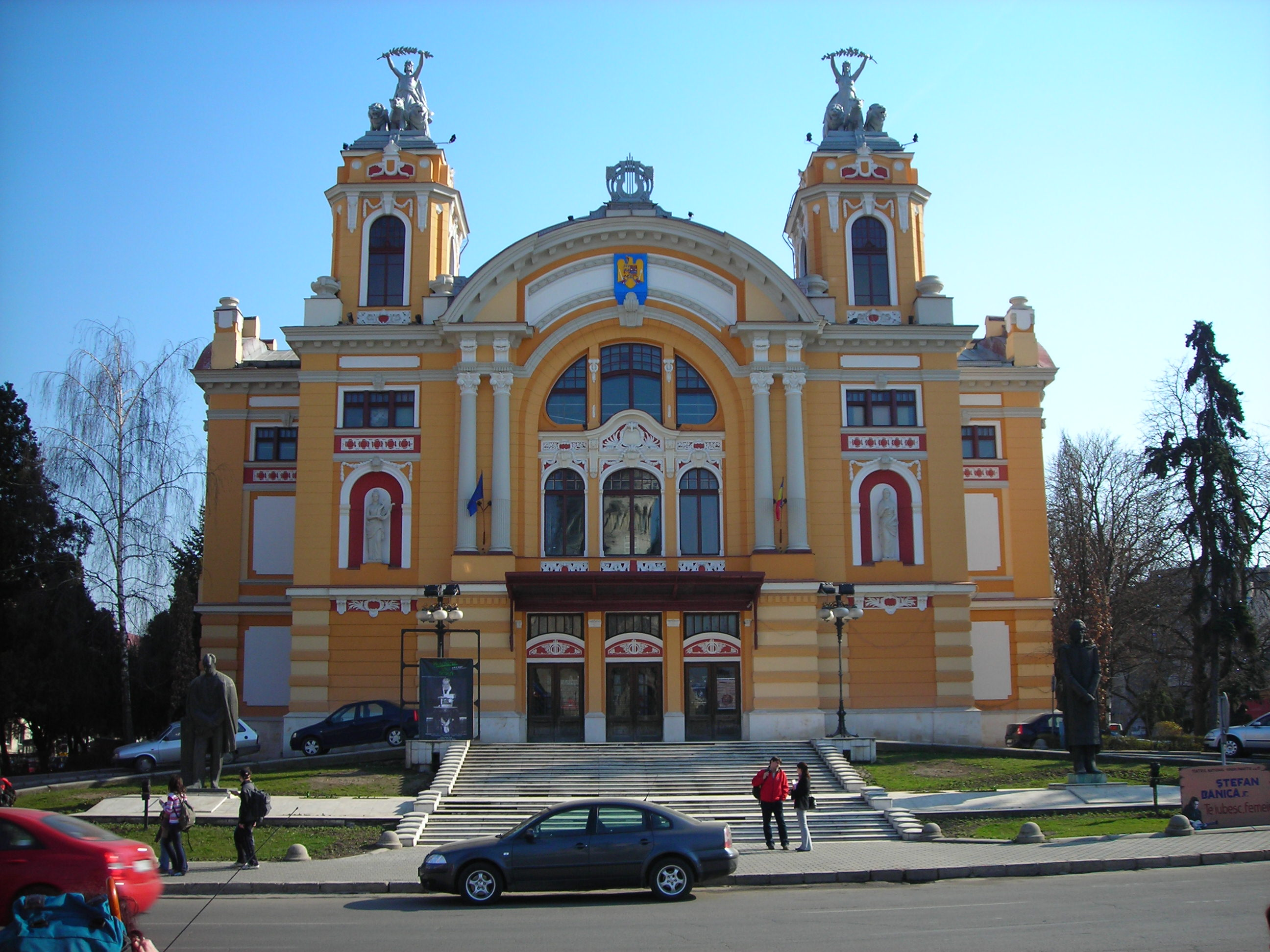
Teatr Narodowy

- Muzeum Etnograficzne Siedmiogrodu(inne języki)
- Muzeum Narodowe Historii Siedmiogrodu(inne języki)
- Muzeum Sztuki(inne języki)
- Muzeum Zoologii
- Muzeum Farmacji
- Teatr Narodowy(inne języki)
- Teatr Węgierski(inne języki)

## Uczelnie
- Uniwersytet Babeșa i Bolyaia

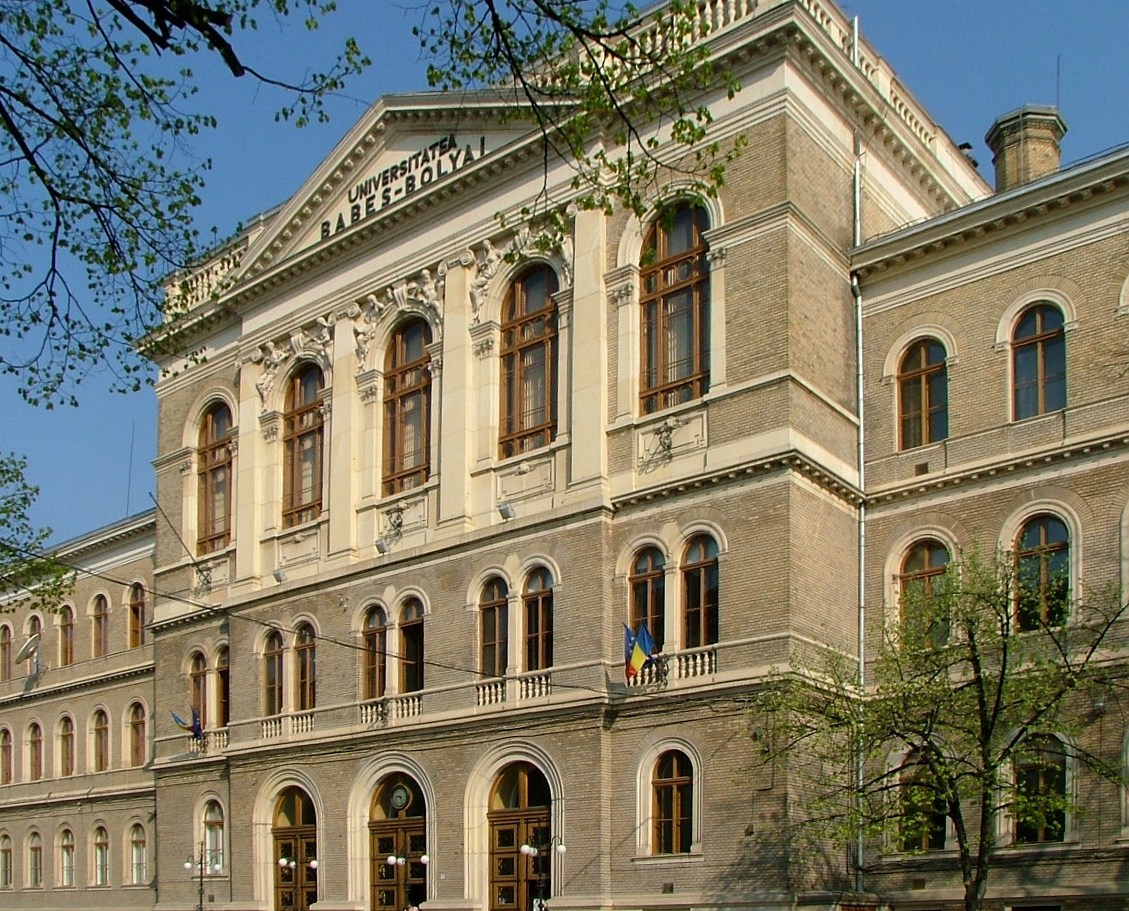
Uniwersytet Babeșa i Bolyaia

- Uniwersytet Medyczny i Farmaceutyczny Iuliu Hațieganu

## Sport

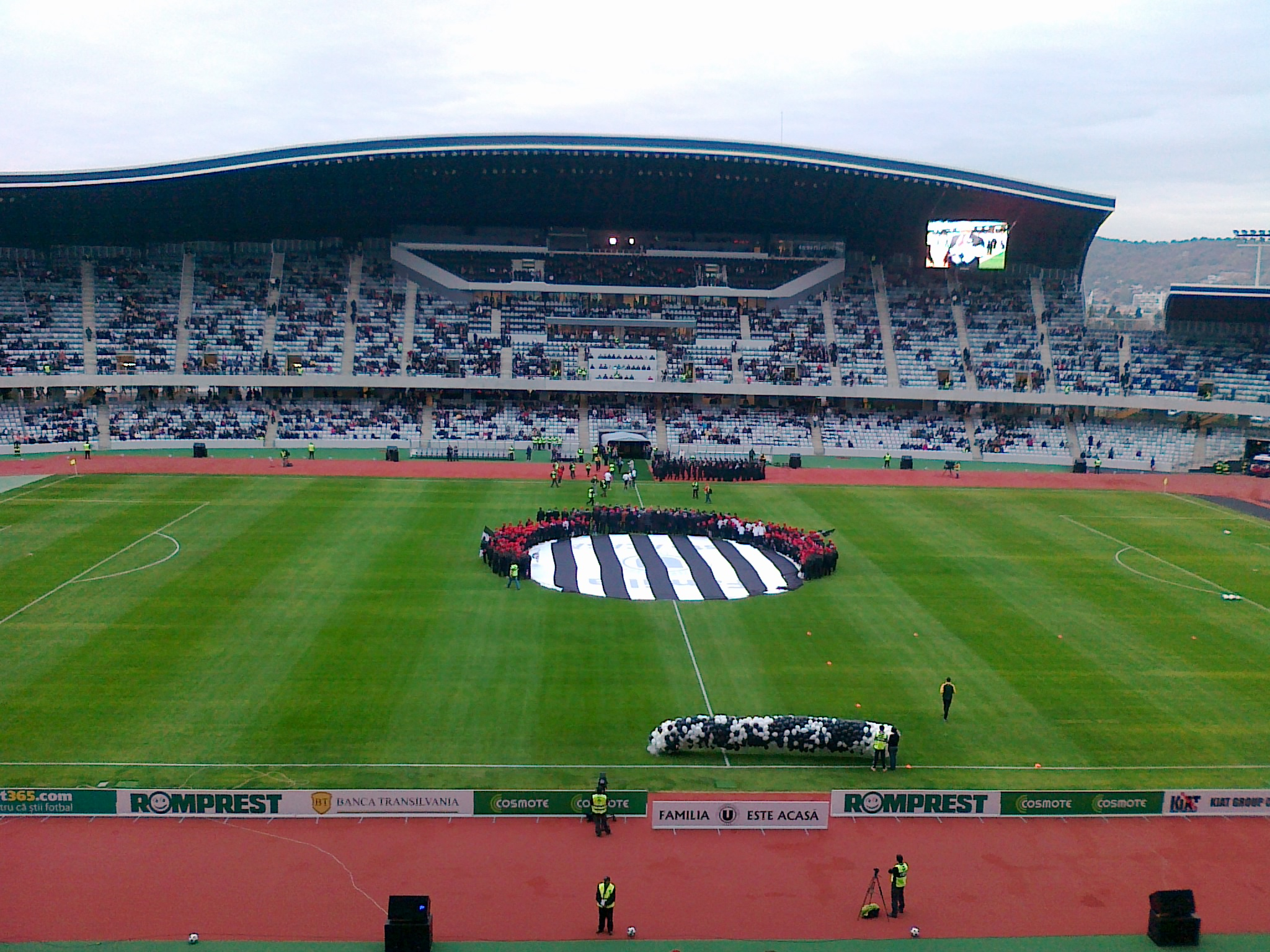
Stadion Cluj Arena na którym swoje mecze rozgrywa Universitatea

W mieście tym siedzibę ma rumuński klub piłkarski CFR 1907 Kluż, który został założony w 1907 r. jako KVSC (Koloszvári Vasutas Sport Club). Klub jest kilkukrotnym mistrzem Rumunii oraz uczestnikiem fazy grupowej Ligi Mistrzów, obecnie gra w pierwszej lidze rumuńskiej. CFR rozgrywa swoje mecze na stadionie Dr. Constantin Rădulescu, którego pojemność wynosi 23 500 widzów.
Siedzibę ma tu również klub sportowy Universitatea Kluż-Napoka, który założony został we wrześniu 1919 r. przez towarzystwo sportowe grupujące studentów uniwersyteckich o nazwie Societatea Sportivă a Studenților Universitari. Universitatea gra w pierwszej lidze rumuńskiej. Stadionem macierzystym klubu jest Cluj Arena, której pojemność wynosi 30 596 miejsc.

## Współpraca
Miejscowości partnerskie:

- Ateny, Grecja
- Beer Szewa, Izrael
- Caracas, Wenezuela
- Cervia, Włochy
- Chacao, Wenezuela
- Columbia, Stany Zjednoczone
- Dijon, Francja
- East Lansing, Stany Zjednoczone
- Kolonia, Niemcy
- Korcza, Albania
- Kuurne, Belgia
- Makati, Filipiny
- Namur, Belgia
- Nantes, Francja
- Pecz, Węgry
- Rockford, Stany Zjednoczone
- São Paulo, Brazylia
- Suwon, Korea Południowa
- Zagrzeb, Chorwacja
- Zhengzhou, Chiny[5]

## Ludzie związani z miastem

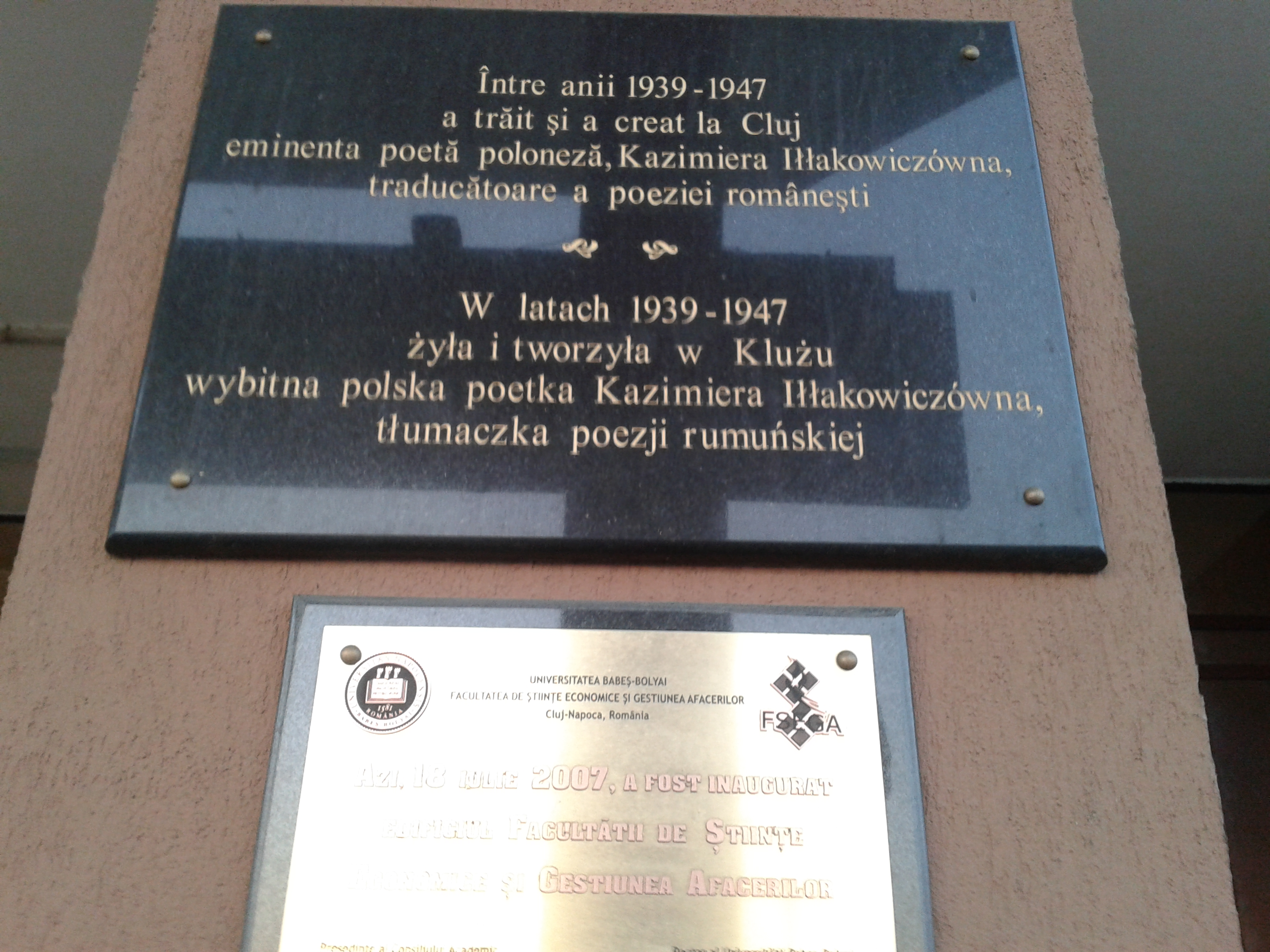
Tablica upamiętniająca Kazimierę Iłłakowiczównę

W Koloszwarze urodzili się węgierscy władcy: król Maciej Korwin oraz książę siedmiogrodzki Stefan Bocskay.
W latach 1939–1947 w Klużu zamieszkiwała polska poetka Kazimiera Iłłakowiczówna.